# Меробавд
Флавий Меробавд (лат. Flavius Merobaudes) — латинский поэт, полководец и сановник V века. Был близок к императору Западной Римской империи Валентиниану III и генералу Аэцию. До наших дней дошли несколько неполных текстов Меробавда, а также постамент его статуи.

## Биография
Предположительно, Меробавд был франком благородного происхождения и приходился родственником своему тезке-полководцу. Проживал в Испании, о чем упоминает Сидоний Аполлинарий в своей поэме.  Не позднее 435 года переселился из Испании в Равенну, где начал карьеру при дворе Валентиниана III и стал близок полководцу Аэцию. В Равенне он стал членом сената и сначала был удостоен титула vir clarissimus, а затем — vir spectabilis. Кроме того, он занимал пост комита консистория.
30 июля 435 года от имени города Рима и императора Валентиниана III ему была воздвигнута бронзовая статуя, основание которой с дарственной надписью были впоследствии обнаружена в 1813 году.
Между 435 и 442 годами Меробавд полностью посвятил себя литературной деятельности. В 443 году ему был пожалована должность magister utriusque militiae. Под руководством Аэция Меробавд сражался в Испании, пытаясь подавить восстание багаудов. Руководство Меробавда было достаточно успешным, поскольку ему удалось сломить сопротивление багаудов в верховьях Эбро. Тем не менее, по рескрипту Валентиниана Меробавд был отозван обратно в Италию. Между 443 и 446 он активно выступал в сенате. После 446 года сведения о деятельности Меробавда отсутствуют.

## Творчество

### Обнаружение поэм
До начала XIX века творчество Меробавда было практически неизвестно, за исключением  поэмы «К Христу». В 1823 года Бартольд Георг Нибур обнаружил другие поэмы Меробавда в сильно поврежденном палимпсесте Codex sangallensis 908. В этой рукописи, хранившейся в Сан-Галленском монастыре, поверх оригинального текста поэм Меробавда в Χ веке был нанесен новый текст со словарными записями на латыни. При переписке страницы были обрезаны с 260 до 160 мм. Ввиду этих факторов произведения Меробавда сохранились фрагментарно. Всего дошедшее наследие Меробавда содержит 4 оды (лат. carmina), 2 панегирика и небольшую поэмы  «К Христу»  (лат. De Christo).

### Оды (Carmina)

###### I ода
Отсутствуют начало и конец, сохранилось 23 строки в середине. Песнь является экфрастическим описанием пира императорской семьи, однако конкретные имена действующих лиц не называются.

###### II ода
14 строк, отсутствуют две начальные строки. Представляет собой описание некоего помещения, полного потоков воды. Предполагается, что это может быть описание процесса крещения, или некой картины.

###### III ода
Сохранилось 6 строк и еще одна строка после значительной лакуны. Дошедшие строки описывает дерево, или другое растение.

###### IV ода
Отсутствуют начало оды и несколько строк в середине, всего дошло 45 строк. IV ода написана по случаю первого дня рождения некоего мальчика, предположительно, сына Аэция.

### Панегирики

###### I Панегирик
Сохранились четыре прозаических фрагмента, которые считаются частями одного и того же панегирика. Два первых фрагмента адресованы неназванном генералу, предположительно Аэцию, и восхваляют его. Во второй части автор прямо обращается к Аэцию и, кроме того, сообщает подробности собственной карьеры.

###### II Панегирик
Панегирик написан на третье консульство Аэция и был представлен 1 января 446 г. Аэций прославялет как мировторец и тема мира проходит через всю поэму. Упоминаются различные военные кампании Аэция и таким образом данная поэма является важным источником по его биографии.  Это самый большой поэтический текст Меробавда: дошло 197 строк, но отсутствуют фрагменты в середине, а также окончание поэмы.

### «К Христу» (De Christo)
Впервые поэма «К Христу» (лат. De Christo) была опубликована в 1510 как произведение Клавдия Клавдиана, пока авторство Меробавда не было установлено Георгом Фабрициусом в 1564 году.  Существует мнение, что эта поэма составлена не автором панегириков Аэцию, а его тезкой.
Небольшая по размеру (30 строк) написана гекзаметром. Поэма, христианская по содержанию, восхваляет Иисуса Христа.

## Издания и переводы

### На латыни
- Merobaudes. Carminum panegyricique reliquiae ex membanis sangallensibus // Corpus Scritporum Historiae Byzantinae. Vol. 25 / Ed. I. Bekker. — Bonn, 1836.— P. 3-18.
- Merobaudes. Carmen de Christo // Patrologia latina cursus completus. Vol. 61. — Paris: J.-P. Migne, 1861.
- Merobaudes. Carmina // Monumenta Germaniae Historica: Auctores antiquissimi. Vol. 14. / Ed. Friedrich Vollmer. — Berlin: Weidmann, 1905.

### На итальянском
- Flavio Merobaude. Panegirico in versi. / Ed. A. Bruzzone — Roma: Herder, 1999.

### На английском
- Frank M. Clover. Flavius Merobaudes: A Translation and Historical Commentary // Transactions of the American Philosophical Society. — 1971. — Т. 61, вып. 1. — С. 1-78. — doi:10.2307/1006125.[1]